# Дрилл
Дрилл (англ. drill) — поджанр хип-хопа, появившийся в начале 2010-х в городе Чикаго. По звучанию он похож на трэп, текстами песен — на гангста-рэп. Большинство исполнителей дрилла известны агрессивными текстами, а также связью с криминальным миром. Жанр обрёл популярность в 2012 году благодаря успеху таких рэперов как Chief Keef, Lil Reese, Lil Durk, Fredo Santana, G Herbo, Lil Bibby и King Louie. Другие исполнители, включая LA Capone и RondoNumbaNine, также внесли свой вклад в раннюю дрилл-сцену.
Вторая волна популярности жанра пришлась на конец 2010-х — начало 2020-х годов, когда рэперы King Von, Polo G и другие вновь вывели его в мейнстрим. Также появились локальные поджанры дрилла, включая бруклинский и британский.
Зародившийся в неблагополучном районе Вудлон, дрилл тематически посвящён описанию уличной жизни и бандитизма. Тексты дрилл-песен «бездушны», «жестоки» и нигилистичны, а инструментальная часть испытывает влияние футворка, южного хип-хопа и трэпа, но отличается более медленным темпом. Жанр подвергается критике со стороны некоторых исполнителей и властей за пропаганду насилия. Так, лондонская полиция ведёт активное сотрудничество с YouTube, в результате которого с платформы удаляются видеоклипы на дрилл-треки. Тем не менее, жанр оказал значительное влияние на хип-хоп 2010-х и 2020-х годов.

## Характерные черты
Тексты дрилл-песен, как правило, отличаются жестокостью и резкостью в выражениях. Люси Стелик из The Guardian назвала жанр нигилистичным. Лирика дрилла сильно контрастирует с тематикой ранних чикагских рэперов и современного мейнстримного хип-хопа, который на момент появления жанра имел тенденцию восхвалять богатство.
Тексты дрилл-песен обычно отражают реалии уличной жизни и, как правило, грубы и жестоки. Дрилл-рэперы используют мрачную, невозмутимую подачу, часто фильтруемую через Auto-Tune, на которую повлияло «обкуренное пение Soulja Boy и Лила Уэйна». Рэперы из Атланты Гуччи Мейн и Waka Flocka Flame также оказали большое влияние на жанр. Хотя дрилл имеет много общего с трэп-музыкой, скорость первого обычно медленнее, а средний темп составляет от 60 до 70 ударов в минуту.
Исполнители дрилла, как правило, молоды: многие известные музыканты, работающие в данном жанре, стали заниматься музыкой ещё в подростковом возрасте. Одному из наиболее выдающихся исполнителей дрилла, Chief Keef, было 16 лет, когда он подписал многомиллионный контракт с Interscope Records. Критики отмечают скупое использование художественных средств в текстах дрилл-исполнителей: песни крайне редко содержат метафоры или игру слов. Так, Chief Keef отмечал, что подобный подход является сознательным стилистическим выбором: «Я знаю, что делаю. Я думаю, что это излишне, лучше просто рассказать, что происходит прямо сейчас… Я действительно не люблю метафоры или панчлайны». Уэт Мозер из Chicago написал, что песни исполнителя «лирически, физически и эмоционально ослаблены». Издание The New York Times отмечает, что «эта музыка, за редким исключением, непосредственна и груба, без ярких мест, сфокусирована на гневе и насилии. Всё это инстинктивно заставляет назвать дрилл-музыку безрадостной, но, на самом деле, она ярка в своей мрачности. Большинство исполнителей молоды и проявляют себя творчески на фоне вопиющего насилия в Чикаго, особенно среди молодёжи — в этом году в Чикаго были убиты десятки подростков, — и часто они связаны с бандами. То, что их музыка представляет собой симфонию обозлённых угроз, не должно вызывать удивление».
Газета The Guardian отметила схожесть стиля инструментальной части дрилла с футворком и южным хип-хопом. Критики часто называют Young Chop наиболее показательным продюсером жанра. Сам исполнитель назвал Shawty Redd, Drumma Boy и Zaytoven предшественниками дрилла. Критики также отмечают влияние трэпового продюсера Lex Luger на жанр, он популяризовал использование в хип-хопе 808-басса, неотъемлемой части дрилл-инструментала.

## История
Дэвид Дрейк из Complex заявил, что дрилл не определяется каким-либо конкретным стилем, а «относится ко всей культуре: жаргону, танцам, менталитету и музыке, большая часть из которых возникла в Dro City, банде, занимающей территории городских кварталов в районе Вудлон».
На уличном сленге «дрилл» означает драться или мстить. Pac Man, рэпер из Dro City, считается первым, кто назвал этим термином местную хип-хоп-музыку.
Дрилл — основной поджанр чикагского хип-хопа в начале 2010-х годов, его массовость обусловлена зарождением в закрытой взаимосвязанной системе: на улицах, через социальные сети, в клубах, на вечеринках и среди средних учеников школ. Он развивался в южной части Чикаго, в разгар эскалации насилия в этом районе. Марк Гуарино из издания Salon написал, что жанр стал популярен во время «перехода от вражды между монолитными преступными организациями, контролирующими тысячи членов каждая, к внутриличностным ссорам и ответным конфликтам между более мелкими гибридными группами, чей контроль простирается всего на несколько кварталов… Жёсткая реальность жизни именно в таких районах сформировала дрилл».
YouTube стал платформой, на которой многие дрилл-рэперы выпускали свои музыкальные клипы, и в конечном итоге значительно способствовал популярности жанра. Chief Keef считается основным прародителем и популяризатором дрилл-музыки. В 2011 и 2012 годах он записал несколько успешных синглов, в том числе «Love Sosa», «I Don’t Like» и «Bang». Впоследствии лейбл Interscope Records предложил ему подписать сделку. Примерно в то же время King Louie получил контракт с Epic Records. Дебютный студийный альбом Chief Keef Finally Rich (2012) был назван «классической» пластинкой для этого жанра. Несмотря на тёплый приём от критиков, запись была продана тиражом всего 50 000 копий и стала провалом, в результате чего звукозаписывающие компании впоследствии потеряли интерес к дриллу. Другие пионеры жанра, LA Capone и RondoNumbaNine, задали тон рэперам, едва достигшим подросткового возраста, писать жестокие тексты. Издание Pitchfork замечает: «Их агрессия поражает, а иногда и отталкивает, но она передаёт ощущение окружающей среды, которая отнимает ваше детство ещё до того, как вы были к этому готовы». LA Capone был убит в 2013 году, а RondoNumbaNine — приговорён к 39 годам тюремного заключения за убийство в 2016 году. Песни Lil Herb (позже G Herbo) и Lil Bibby лишены эмоций, давая слушателям понять, что их криминальные истории естественны, а «скрипучие» голоса подростков, по мнению Pitchfork, заставляют «звучать как пара 50-летних, пытающихся избавиться от привычки курить Newport 100, но каким-то образом они всё ещё сохраняют оттенок невинности».
К концу 2012 года популярные рэперы, такие как Канье Уэст, Дрейк и Рик Росс, стали сотрудничали с исполнителями дрилла. Канье сделал ремикс на «I Don’t Like» для сборника Cruel Summer (2012). Помимо Уэста и Chief Keef на новой версии участвовали Pusha T, Биг Шон и Jadakiss. Канье также отмечал, что дрилл повлиял на его альбом Yeezus (2013). На данной пластинке был представлен вокал от Chief Keef и King Louie.
Вторая волна популярности жанра пришлась на конец 2010-х — начало 2020-х годов. Чикагские рэперы King Von, Polo G, а также бруклинские исполнители Pop Smoke и Fivio Foreign вновь вывели его в мейнстрим. King Von происходит из комплекса Parkway Garden Homes (также известного как O Block), печально известного своей криминальной активностью, связанной с группировкой Black Disciples. Комплекс также является родиной Chief Keef. Песни King Von представляют собой «уличные гимны», они полны угроз и хвастовства. Пол Томпсон из Vulture считает, что он «прочно поместил [своё имя] в родословную дрилл-музыки города [Чикаго]». King Von был убит 6 ноября 2020 года. Издание Pitchfork назвало Polo G — «самым доступным дрилл-рэпером со времён Chief Keef». Рецензент считает, что исполнителю удалось найти массового слушателя «благодаря структурированному и самокритическому подходу к написанию песен, а также любви к более мягкому фортепиано» в инструментальной части. Его музыка напоминает южный трэп, таких исполнителей как Youngboy Never Broke Again, однако на него повлиял менталитет Чикаго.

## Региональные подвиды
В то время как популярность дрилла в США стала угасать, в Великобритании возникла новая сцена, которая к середине-концу 2010-х годов наоборот начала набирать популярность, распространяясь по всей Европе, влияя на другие локальные подвиды по всему континенту. Региональный поджанр развил свой собственный стиль инструменталов. Группе 67 часто приписывают отход звучания британского дрилла от чикагского. В середине 2010-х годов появились бруклинские исполнители дрилла, такие как Бобби Шмурда и Rowdy Rebel, а в конце десятилетия обрели популярность Pop Smoke, Sheff G, Fivio Foreign и другие.

### Британский дрилл

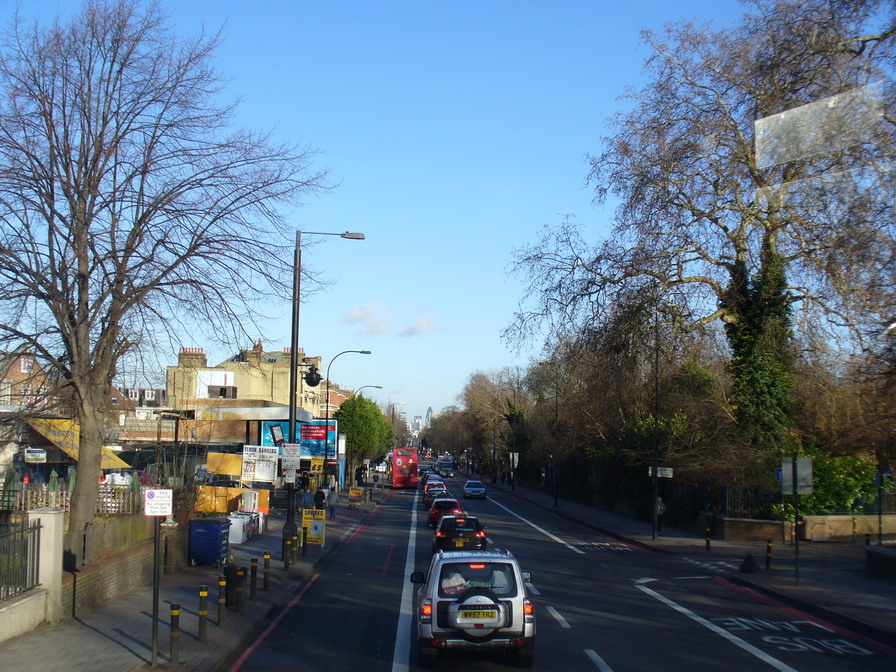
Брикстон — родина британского дрилла

Британский дрилл — поджанр дрилл-музыки и уличного рэпа (британского гангста-рэпа), появившийся в округе Брикстон в Южном Лондоне в 2012 году. В значительной степени заимствуя стиль чикагского дрилла, британские исполнители часто читают рэп о жестоком и гедонистическом преступном образе жизни. Как правило, музыканты связаны с бандами или происходят из социально-экономически неблагополучных районов. Британский дрилл тесно связан с роуд-рэпом, граймом и гэриджем. Темп состоявляет примерно 138—151 удара в минуту.
Впервые британский дрилл появился в 2012 году, через несколько месяцев после того, как тогдашний 16-летний чикагский рэпер Chief Keef выпустил песню «I Don’t Like», сделавшую жанр популярным на весь мир. Британский дрилл начал обретать свои отличительные черты и расширять аудиторию к 2015 году. Обычно инструментальная часть включает в себя мощный бас-барабан, образующий «жуткий, просторный музыкальный ландшафт, по большей части лишённый мелодии». Ритм зачастую «решительный и суровый». В 2016 году в лондонском боро Кройдон
была основана компания Finesse Foreva, являющаяся одним из немногих независимых лейблов, которые способствуют развитию британского дрилла.

### Бруклинский дрилл

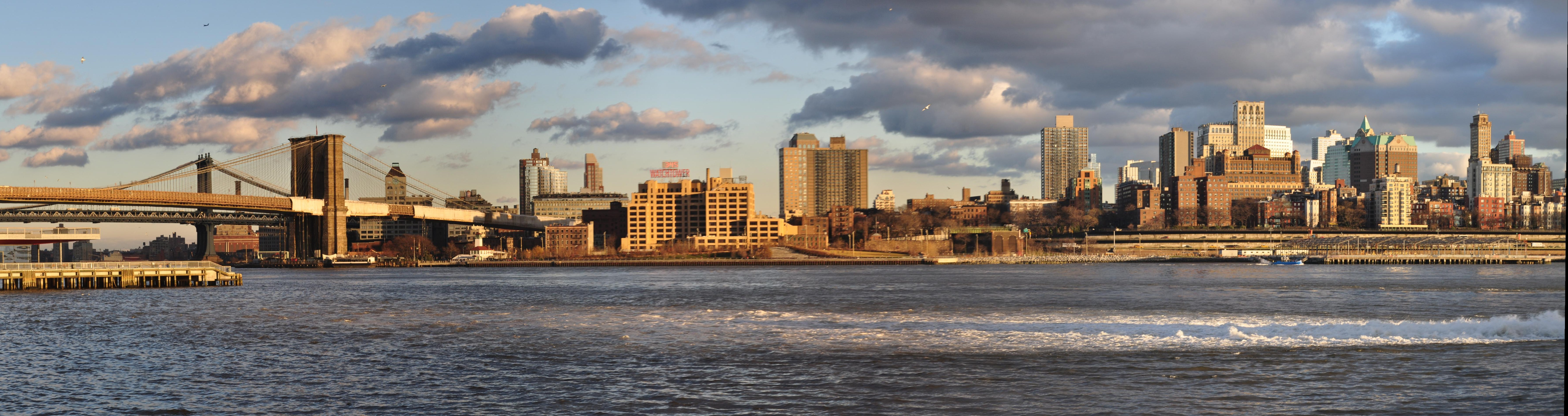
Панорама Бруклина

Бруклинский дрилл — поджанр дрилла, базирующийся в Бруклине, штат Нью-Йорк. Появился примерно в 2014 году, зародился под влиянием британского и чикагского дрилла. Характерной особенностью инструментальной части являются 808-й басс, перкуссии с обработанными вокальными семплами. Инструментальная часть бруклинского дрилла находится под сильным влиянием британского, однако речитатив звучит «очень по-американски». Исполнители Fivio Foreign, Sheff G, Pop Smoke и другие сотрудничали с британскими дрилл-продюсерами, такими как 808Melo, Yamaica Productions, Yoz Beats, Tommyprime и AXL Beats.

### Бронкский дрилл
Бронкский дрилл (также сэмпл-дрилл) — поджанр бруклинского дрилла, который зародился в начале 2010-х в Бронксе. Наиболее влиятельные продюсеры подвида, включая Cash Cobain, EPondabeat, WAR, EvilGiane и других, сэмплируют старые фанк-, соул-, и поп-песни для создания современного, но ностальгического звучания.
Легко узнаваемые сэмплы бронкского дрилла увеличивают шанс песни стать популярной в социальных сетях. Продюсер EPondabeat заявил, что сэмплирование используется в маркетинговых целях, чтобы вызвать у слушателя дополнительный интерес.

## Критика и запреты

### Чикаго
Темы, затрагиваемые в дрилл-песнях, сильно контрастируют с ранними чикагскими рэперами, такими как Kid Sister, Лупе Фиаско, Psalm One, Rhymefest и The Cool Kids. Они неоднозначно отреагировали на популярность и жестокость дрилла. В радиоинтервью Лупе Фиаско сказал: «Chief Keef пугает меня. Не он конкретно, а просто культура, которую он представляет… Количество убийств в Чикаго стремительно растёт, и вы видите, кто это делает и совершает, они все выглядят как Chief Keef». Rhymefest написал в Твиттере, что дрилл — это «музыка для убийства».

### Великобритания
В апреле 2015 года, после сообщений о росте насильственных преступлений в Лондоне, тогдашний министр внутренних дел Эмбер Радд выразила обеспокоенность по поводу влияния дрилл-музыки и видеоклипов на неё. С 2016 года лондонская полиция убедила YouTube удалить не менее 30 видеороликов, призывающих к насилию.
В 2023 году полиция удалила с YouTube больше видеоклипов, чем когда-либо прежде, при этом статистические данные показывают рост на 1360 % за 2020—2023 года, что означает, что это затронуло тысячи исполнителей.

### Бруклин
12 февраля 2022 года мэр Нью-Йорка Эрик Адамс раскритиковал дрилл-музыку, заявив, что она подстрекает к насилию. Он посчитал содержание песен, выполненных в этом жанре, за поддержку насилия с огнестрельным оружием. Несколько дней спустя Адамс встретился с несколькими рэперами, безуспешно пытаясь договориться о содержании их музыки.
В ответ на возросшее количество смертей хип-хоп-исполнителей, вызванных дисс-песнями, в начале 2022 года ряд известных нью-йоркских диджеев, в том числе DJ Drewski из Hot 97, Эбро Дарден из «Ebro in the Morning» и другие пообещали прекратить воспроизведение гангстерских треков на своих радиостанциях.